# Erich Kempka
Erich Kempka (Oberhausen, 16 de septiembre de 1910 - Freiberg am Neckar, 24 de enero de 1975) 
fue el chófer personal de Adolf Hitler, labor que realizó entre 1934 y 1945. Estaba presente en la zona de la Cancillería del Reich el 30 de abril de 1945, cuando Hitler se suicidó en el Führerbunker. Fue precisamente Kempka el que proporcionó la gasolina para la cremación de Hitler y Eva Braun en los jardines de la cancillería. Era el miembro de las SS número 2.803 y también sirvió en la Allgemeine SS.

## Biografía
Kempka nació el 16 de septiembre de 1910 en Oberhausen, en el seno de una familia de mineros con diez hijos. Los abuelos paternos de Kempka eran Ruhrpolen (polacos que habían emigrado en el Rühr). En su juventud trabajó como mecánico para el fabricante de automóviles DKW.

## Partido Nazi
Kempka se unió al Partido Nazi el 1 de abril de 1930 como el miembro número 225.639; sirvió como chofer de Josef Terboven hasta el 29 de febrero de 1932, cuando, sobre la base de las recomendaciones de Terboven, quedó encargado como conductor de reserva para la comitiva personal de Hitler.
Kempka se convirtió en uno de los miembros originales del escuadrón de ocho efectivos conocido como SS-Begleitkommando des Führers asignado a la protección de Hitler. En 1934 estuvo presente en el arresto de Ernst Röhm. Dos años después, en 1936, reemplazó a Julius Schreck como chofer principal de Hitler y jefe de su flota de vehículos. Normalmente, Kempka conducía uno de los coches Mercedes de la flota de 6-8 vehículos que estaban estacionados en Berlín, Múnich y otros sitios. A no ser que estuviera en compañía de alguna persona importante, Hitler solía sentarse delante, junto a Kempka, mientras que su ayudante iba sentado tras ellos. En la comitiva, el coche de Hitler iba seguido por un segundo coche con guardaespaldas de las SS; a continuación, les seguían un coche de policía, un coche con sus ayudantes y su médico, y finalmente acompañarían la comitiva más vehículos de los representantes de las agencias de prensa, taquígrafos y suministros. Posteriormente el coche de Hitler pasó a estar protegido por placas de vidrio y armadura a prueba de balas.

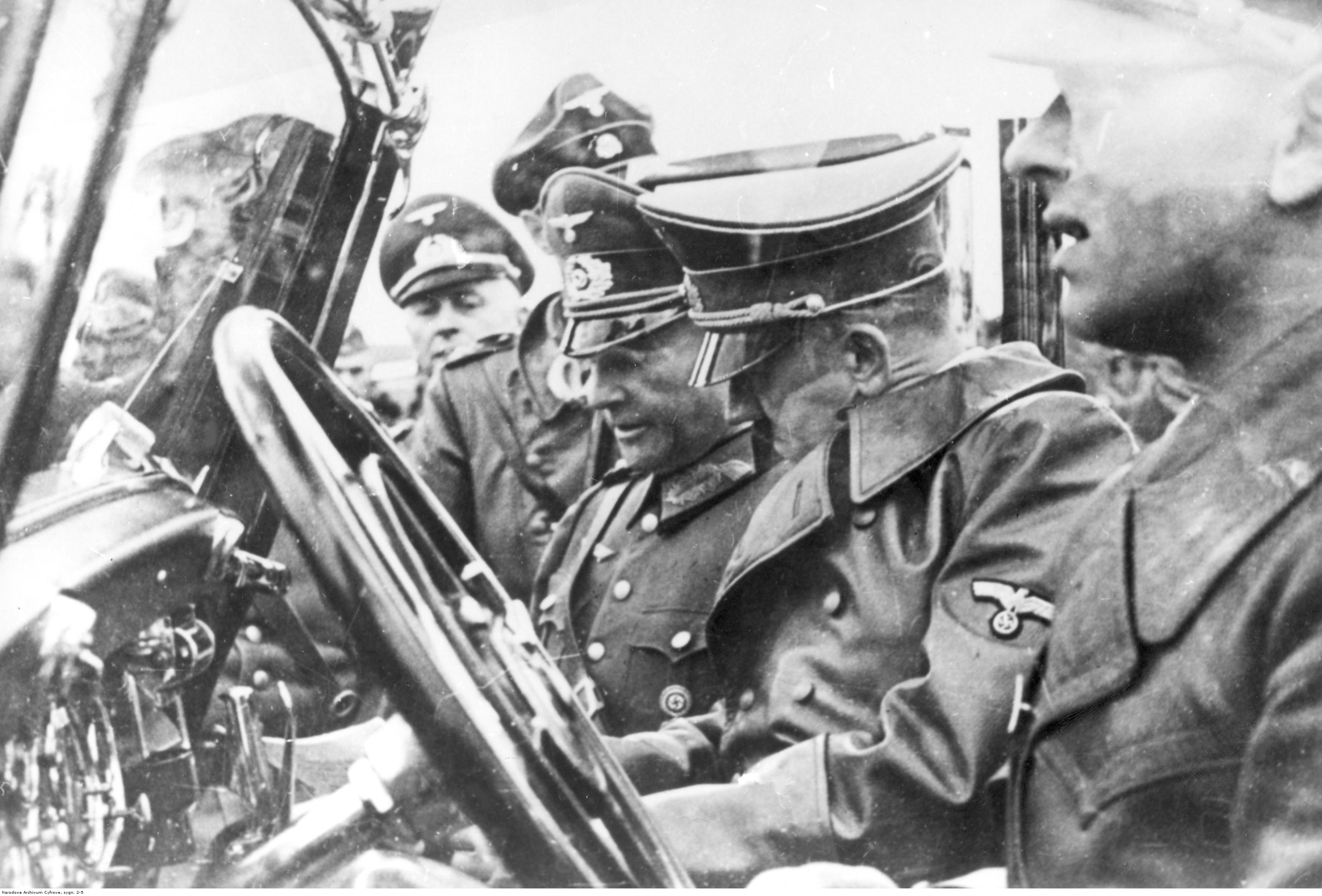
Erich Kempka en primer plano junto a Hitler y el general Walther von Brauchitsch (1939)

El 1 de diciembre de 1937 Kempka se unió a la asociación Lebensborn. Fue condecorado con el Totenkopfring y la SS-Ehrendegen por el comandante supremo de las SS, Heinrich Himmler. Durante estos años Kempka mantuvo una relación con Gerda Daranowski, una de las secretarias privadas de Hitler, aunque posteriormente ésta contrajo matrimonio con un oficial de la Luftwaffe, el 2 de febrero de 1943.

## Caída de Berlín
En 1945, mientras el final del Tercer Reich se aproximaba, Kempka acompañó a Hitler a la Cancillería del Reich y finalmente en el Führerbunker. Para entonces, supervisaba una flota de 40 vehículos, 60 conductores y mecánicos. El 20 de abril, diez días antes de que Hitler se suicidara, Kempka acompañó brevemente al Führer, durante alrededor de quince minutos, y le felicitó por su aniversario de cumpleaños.
Kempka fue uno de los responsables de la cremación de los cuerpos de Hitler y Eva Braun después de que ambos se suicidasen, en la tarde del 30 de abril de 1945. El guardaespaldas de Hitler, Otto Günsche, había contactado por teléfono con Kempka y le había pedido que obtuviera toda la gasolina que le fuera posible conseguir y la llevase a la salida de emergencia del Führerbunker. Kempka y sus hombres consiguieron llevar unos ocho o diez bidones de gasolina con alrededor de 180 o 200 litros, en total. Los cuerpos sin vida de Hitler y Eva Braun fueron llevados por las escaleras hacia la salida de emergencia del Búnker, y después sacados al jardín de la Cancillería, donde serían incinerados. Posteriormente, los guardas de las SS trajeron más bidones de gasolina para continuar con la cremación de los cuerpos.
Kempka abandonó el complejo del búnker a la noche siguiente, el 1 de mayo, junto al SS-Hauptscharführer Heinrich Doose, uno de los conductores que estaba bajo sus órdenes. Su grupo bajó hasta los túneles ferroviarios subterráneos y llegó a la Estación de Friedrichstrasse. Alrededor de las 02:00 h. se encontraron con otro grupo de escape, aunque en medio de aquella Kempka y otros resultaron herido por la explosión de un obús.
Kempka y otros siguieron las vías del ferrocarril con la esperanza de llegar a la Estación Lehrter. Allí se encontraron con algunos trabajadores extranjeros escondidos en un cobertizo, donde los alemanes aprovecharon para deshacerse de sus uniformes y ponerse ropas civiles. Entonces un grupo de soldados soviéticos los descubrió. Una chica yugoslava que había proporcionado ropas civiles a Kempka le contó a los soviéticos que Kempka era su marido; los soldados del Ejército Rojo insistieron al grupo para que se uniera a ellos y bebiera vodka para celebrar la victoria. Posteriormente este grupo de soldados abandonó la zona. En los días siguientes la chica yugoslava lo llevó a través de los puntos de control soviéticos y el 30 de mayo, Kempka llegó a Wittenberg. En Múnich obtuvo nueva documentación de identidad de una chica alemana que era empleada por los aliados como intérprete. Desde allí continuó el viaje hasta Berchtesgaden. Sin embargo, el 20 de junio Kempka fue capturado por tropas estadounidenses en Berchtesgaden, que lo mantuvieron en cautividad hasta el 9 de octubre de 1947. Fue el primero de los ayudantes de Hitler que pudo confirmar a los norteamericanos el fallecimiento de Adolf Hitler.

## Fiabilidad histórica

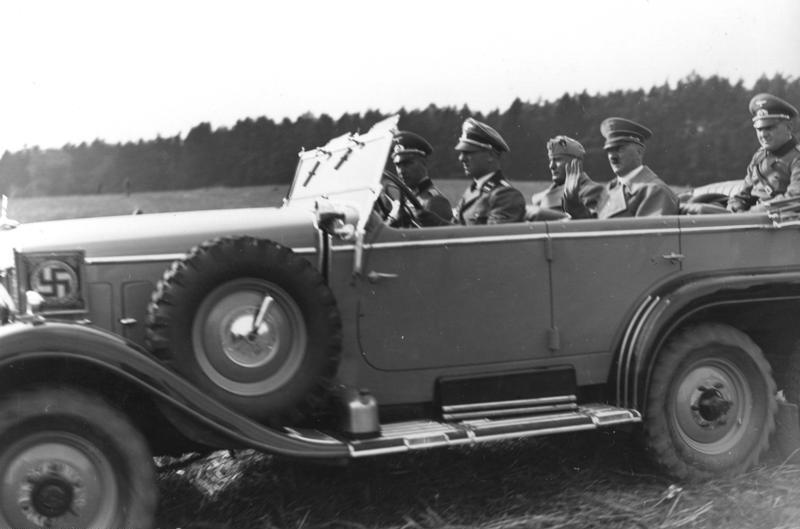
Kempka conduciendo un Mercedes Benz tipo G4 con Mussolini y Hitler a bordo (1937)

A pesar de haber afirmado lo contrario durante su interrogatorio, Kempka posteriormente admitió que, cuando Hitler y Eva Braun se encerraron en su habitación del Führerbunker para suicidarse, él no se encontraba cerca de la escena; en realidad, él estuvo presente con posterioridad a que tuviera lugar ese hecho. Para cuando él llegó al interior del búnker, los cuerpos de Hitler y Braun ya habían sido sacados de la salita donde se habían suicidado. Al parecer, una vez que Kempka entró en el Führerbunker, cogió el cuerpo sin vida de Eva Braun que le entregó Martin Bormann y lo llevó durante la mitad del trayecto por las escaleras de salida, antes de entregárselo a Günsche, que llevó a Braun fuera de la salida de búnker y la colocó en el suelo del jardín junto al cadáver de Hitler para que ambos fueran quemados.
A pesar de lo cuestionable de su fiabilidad en relación con algunos aspectos de su relato, numerosos periodistas e investigadores citan a Kempka en sus trabajos sobre el suicidio de Hitler debido a su lenguaje colorido (y obsceno).

## Posguerra
Kempka mantuvo durante el resto de su vida la relación con el Führerbegleitkommando asistiendo a reuniones de los antiguos miembros del I Cuerpo Panzer SS. En 1951 publicó sus memorias, Ich habe Adolf Hitler verbrannt ("Yo quemé a Hitler"). 
Kempka falleció el 24 de enero de 1975, a la edad de 64 años, en Freiberg am Neckar. Fue enterrado en el cementerio de Freiberg am Neckar en Baden-Wurtemberg.